# La Cieneguita de Núñez
La Cieneguita de Núñez är en ort i Mexiko.   Den ligger i kommunen Choix och delstaten Sinaloa, i den nordvästra delen av landet, 1 200 km nordväst om huvudstaden Mexico City. La Cieneguita de Núñez ligger 1 134 meter över havet och antalet invånare är 106.
Terrängen runt La Cieneguita de Núñez är kuperad åt nordost, men åt sydväst är den bergig. La Cieneguita de Núñez ligger uppe på en höjd. Runt La Cieneguita de Núñez är det mycket glesbefolkat, med 7 invånare per kvadratkilometer. Närmaste större samhälle är Potrero de Cancio, 10,1 km sydväst om La Cieneguita de Núñez. I omgivningarna runt La Cieneguita de Núñez växer huvudsakligen savannskog.